# Mesostenus angustus
Mesostenus angustus là một loài tò vò trong họ Ichneumonidae.